# Marko Kump
Marko Kump (* 9. September 1988 in Novo Mesto, Slowenien) ist ein slowenischer Sportlicher Leiter eines Radsportteams und ehemaliger Radrennfahrer. Kump galt in seiner Rennfahrerzeit als Sprintspezialist.

## Karriere
Marko Kump wurde 2004 slowenischer Straßenmeister in der Jugendklasse. Ein Jahr später belegte er in der Juniorenklasse den zweiten Platz. Bei den Junioren holte er Podiumsplätze bei Etappe der Tour de Lorraine, der Niedersachsen-Rundfahrt und bei Po Stajerski. Außerdem konnte er 2006 eine Etappe beim GP Rüebliland gewinnen und schaffte es so auf den dritten Rang der Gesamtwertung.
Im Erwachsenenbereich erhielt er 2007 seinen ersten Vertrag bei einem internationalen Radsportteam beim slowenischen Continental Team Adria Mobil. In seiner ersten Saison dort konnte er die Poreč Trophy in Kroatien für sich entscheiden. In der Saison 2011 fuhr Kump zum ersten Mal in seiner Karriere bei einem Professional Continental Team, der spanischen Mannschaften Geox-TMC und gewann in diesem Jahr kein internationales Rennen. Nachdem dieses Team aufgelöst worden war, ging er zurück zu Adria Mobil. Dort gewann er 2012 einige kleinere Rennen und wechselte 2013 zum UCI ProTeam Saxo-Tinkoff. Nach zwei sieglosen Jahren wechselte er 2015 zurück zu Adria Mobil und gewann u. a. fünf Etappen der Tour of Qinghai Lake, einer Rundfahrt der hors categorie und mit dem Velothon Stockholm das bedeutendste Eintagesrennen seiner Karriere.
Nach diesen Erfolgen wechselte Kump 2016 wieder zu einem WorldTeam, zu Lampre-Merida, für das er bei der Tour of Qinghai Lake 2016 zwei Etappen gewann. In der Sprintentscheidung von Brussels Cycling Classic 2017 wurde er Zweiter. Nach im Übrigen sieglosen Saisons 2017 und 2018 gewann er 2019 für das Team Adria Mobil sieben Rennen des internationalen Kalenders.
Nach Ablauf der Saison 2020 beendet Kump seine Laufbahn als Aktiver und wechselte in die sportlicher Leitung seines Teams.

## Erfolge
2007
- Poreč Trophy

2009
- eine Etappe Istrian Spring Trophy
- eine Etappe Coupe des Nations Ville Saguenay
- eine Etappe Slowenien-Rundfahrt
- eine Etappe Tour de l’Avenir

2010
- Trofeo Zssdi
- eine Etappe Settimana Internazionale
- Ronde van Vlaanderen (U23)

2012
- eine Etappe Istrian Spring Trophy
- Banja Luka-Belgrade I
- eine Etappe Szlakiem Grodòw Piastowskich
- Grand Prix Südkärnten
- Central European Tour Budapest Grand Prix
- Ljubljana-Zagreb

2015
- Trofej Umag
- Poreč Trophy
- eine Etappe Istrian Spring Trophy
- Grand Prix Adria Mobil
- Banja Luka-Belgrade I
- eine Etappe Kroatien-Rundfahrt
- eine Etappe Tour d’Azerbaïdjan
- Gesamtwertung und zwei Etappen Tour of Małopolska
- eine Etappe Slowenien-Rundfahrt
- fünf Etappen Tour of Qinghai Lake
- Kroatien-Slowenien
- Velothon Stockholm

2016
- zwei Etappen Tour of Qinghai Lake

2019
- GP Slovenian Istria
- Grand Prix Adria Mobil
- eine Etappe Belgrade-Banja Luka
- eine Etappe und Punktewertung Tour of Bihor - Bellotto
- Grand Prix Kranj
- Kroatien-Slowenien
- eine Etappe Kroatien-Rundfahrt